# Francesc Paradell i Gil
Francesc Paradell i Gil (Barcelona, 1902 - 1977) va ser un anarquista, cooperativista i esperantista català, fundador de la Societat Idista Espanyola.

## Biografia
Fill de drapaires, va ser maçó i també membre de la CNT. Com a professió, va treballar de vigilant de cementiri. A la guerra civil va formar part de les columnes confederals. Després, va ser empresonat durant vint anys al penal de Burgos. La seva companya, Antònia Pinyol i Bou, era teixidora de l'Espanya Industrial.
Francesc Paradell va ser una persona influent en el cooperativisme de Sants del període d'entreguerres. Defensava que l'educació obrera no havia de consistir en l'estudi de teories abstractes, sinó en oferir coneixements pràctics sobre la cooperació, el sindicalisme i l'esperanto, com a mitjans per transformar la societat. Era també partidari d'una ètica cooperatista contrària al joc i a l'alcohol. Va ser un dels impulsors de la secció de cultura de la cooperativa L'Empar de l'Obrer, molt activa durant les dècades de 1920s i 1930s i amb una relació molt estreta amb l'Ateneu Enciclopèdic Popular, on hi tenia la seu precisament la Federació Catalana d'Esperantistes. Entre moltes altres activitats, a L'Empar de l'Obrer es van fer classes de la llengua auxiliar internacional ido, la variant simplificada de l'esperanto. El mateix Paradell, anunciava els cursos d'ido d'aquesta manera: 
| « | Uno de los principales factores para la buena relación entre los hombres es el lenguaje, de lo que resulta que si deseamos constituir una sola familia en la que se viva en íntima relación, se hace indispensable adoptar y practicar un idioma mundial. Pero es indispensable también que éste sea lo más fácil posible, toda vez que tenemos que vivir de nuestro jornal y no disponemos de tiempo ni dinero suficientes para aprender la diversidad de lenguas existentes. Habiendo estudiado la lengua internacional “Ido”, Esperanto simplicado y reformado, y convencido de su gran facilidad, me atrevo a propagarlo, y al mismo tiempo me ofrezco a todas cuantas cooperativas lo deseen, a enseñar el mencionado idioma, organizando también un curso completamente gratuito por correpondencia | » |
| — Francesc Paradell, "A los compañeros cooperadores", Acción cooperatista 250, pàg 4. 17 de febrer de 1928 | |   |

Amb una implantació més minoritària que la llengua iniciada per Zamenhof, l'ido servia també per vehicular l'internacionalisme proletari. En concret, a Catalunya estava molt vinculat als col·lectius llibertaris, naturistes i vegetarians, que defensaven, per exemple, la camaraderia amorosa- l'amor lliure o el poliamor- promoguda per autors de l'anarquisme individualista com Hans Ryner o Emile Armand. Aquestes idees havien arribat a Catalunya de la mà de Josep Elizalde, un altre soci de L'Empar de l'Obrer i defensor també de la llengua planificada ido. Per exemple, el 2 d'abril de 1927 Josep Elizalde va fer una conferència sobre la Necesidad de una lengua internacional, con demostración teórico-práctica de la lengua Ido. La seu de la Societat Idista Espanyola s'establí al número 35 del carrer Premià de Barcelona, que era també l'adreça del domicili de Francesc Paradell. Molt a prop hi tenia la seu L'Empar de l'Obrer, als números 13-15 del mateix carrer Premià. Al número 44 d'aquest carrer s'instal·laria també Iniciales, revista que promulgava l'anarconaturisme militant, fusionant elements del naturisme i de l'anarquisme individualista. Allà s'imprimirien els carnets de les seccions culturals de la cooperativa.